# Xaidavahn Vongsavanh
Xaidavahn Vongsavanh (* 8. Oktober 2000) ist ein laotischer Leichtathlet, der im Sprint und im Weitsprung an den Start geht.

## Sportliche Laufbahn
Erste Erfahrungen bei internationalen Meisterschaften sammelte Xaidavahn Vongsavanh im Jahr 2019, als er bei den Südostasienspielen in Capas mit 7,04 m den vierten Platz im Weitsprung belegte. 2022 gelangte er dann bei den Südostasienspielen in Hanoi mit 6,27 m auf Rang sieben. Im Jahr darauf schied er bei den Südostasienspielen in Phnom Penh mit 10,87 s im Vorlauf über 100 Meter aus und belegte im Weitsprung mit neuem Landesrekord von 7,53 m den vierten Platz. Zudem gelangte er mit der laotischen 4-mal-100-Meter-Staffel mit 41,44 s auf Rang sechs. Anschließend verpasste er bei den Asienmeisterschaften in Bangkok mit 41,24 s den Finaleinzug im Staffelbewerb und kam über 100 Meter mit 10,91 s nicht über die erste Runde hinaus. Zudem wurde er im Weitsprung mit 7,71 m Zehnter. Im Oktober schied er bei den Asienspielen in Hangzhou mit 11,09 s im Vorlauf über 100 Meter aus und verpasste im Weitsprung mit 6,84 m den Finaleinzug.
2021 wurde Vongsavanh laotischer Meister im 100-Meter-Lauf sowie im Weitsprung.

## Persönliche Bestleistungen
- 100 Meter: 10,91 s (0,0 m/s), 13. Juli 2023 in Bangkok
- Weitsprung: 7,71 m (+1,7 m/s), 15. Juli 2023 in Bangkok (laotischer Rekord)